# Paronichia
Per  paronichia in campo medico, si intende l'infezione del tessuto peringueale, perciò interessante il margine radiale o ulnare oppure entrambi i margini delle unghie. Il disturbo può essere di origine batterica oppure micotica e la sua incidenza è tendenzialmente elevata. La paronichia interessa tutte le età e colpisce entrambi i sessi.

## Tipologia
Esistono due forme:
- acuta: è la forma più diffusa[1]
- cronica:[2] tipica di persone che effettuano un'attività lavorativa che le costringe ad avere le mani spesso bagnate (come nel caso dei lavapiatti o dei baristi). La forma cronica si associa spesso ad infezioni da funghi, con le inevitabili ripercussioni sul regime terapeutico.

## Eziologia
Il disturbo è spesso correlato all'abitudine di mordersi le unghie oppure alla formazione di una pellicola che si accresce ai bordi delle unghie della mano (pipita). In alcuni casi può essere la complicanza di un trauma, anche minimo, come una manicure effettuata in modo non corretto o la penetrazione di una scheggia. L'evento ultimo che comporta lo sviluppo della paronichia è comunque la penetrazione di agenti batterici o micotici al di sotto della piega ungueale. I batteri che comportano l'insorgenza dell'infezione sono molteplici, ma fra questi un posto di rilievo è rivestito da Staphylococcus aureus, streptococchi, Pseudomonas, Klebsielle, Neisserie e fusobatteri.

Tra i funghi i più frequenti sono certamente appartenenti alla specie della Candida.

Nel caso di infezione cronica, la causa è più spesso micotica ed ovviamente necessita di un trattamento specifico basato su creme o smalti medicati per unghie di tipo antimicotico.

## Sintomi e segni
- Dolore localizzato

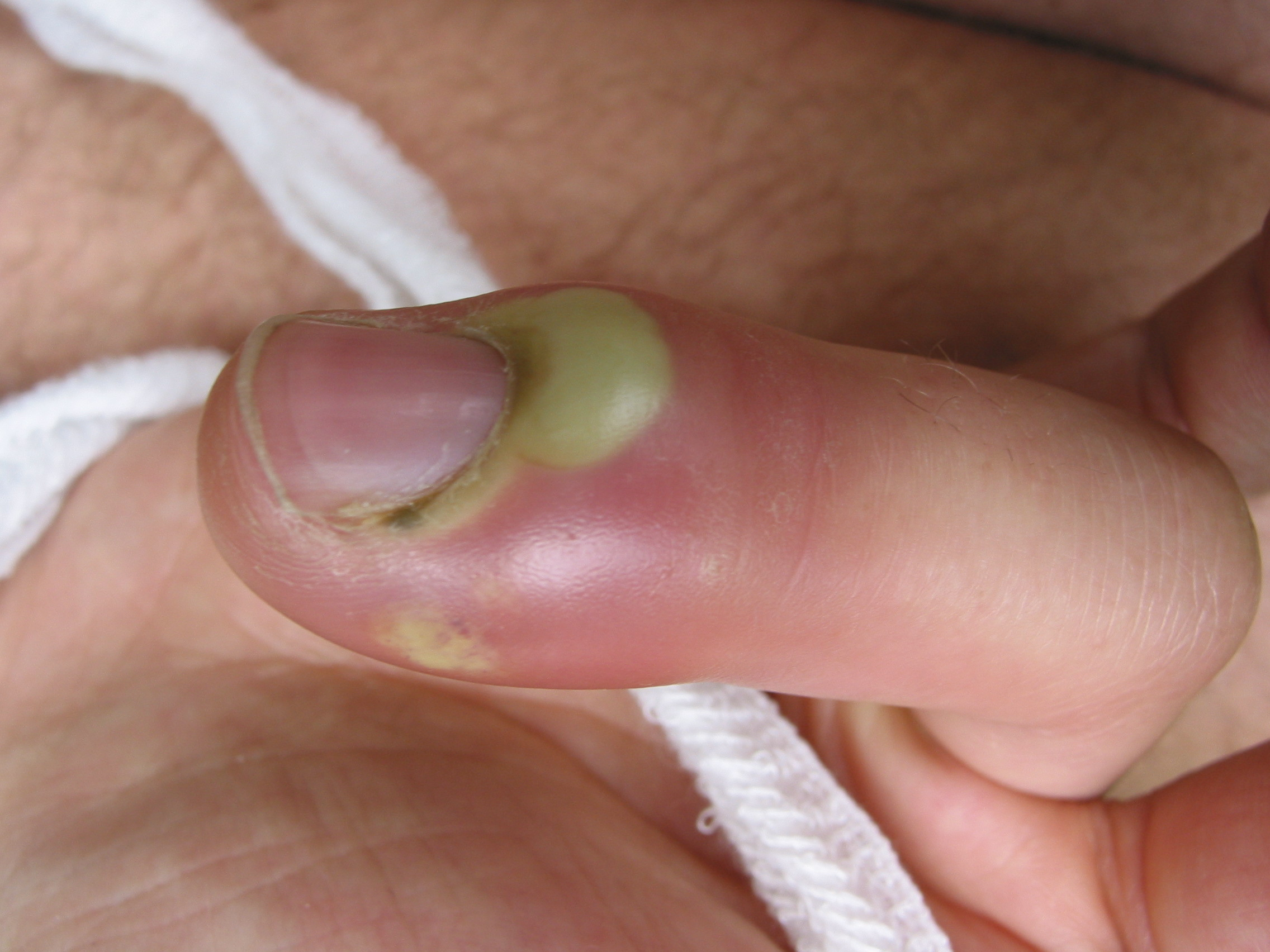
Esempio di fase avanzata di paronichia, con evidente raccolta di materiale purulento periungueale. Questa fase richiede un intervento per evacuare la raccolta di pus.

- Arrossamento e sensazione di calore
- Tumefazione contornante l'unghia
- Secrezione purulenta dall'area interessata
- Ispessimento e graduale imbrunimento della lamina ungueale.
- Tenosinovite.

Il disturbo è considerato più pericoloso nei soggetti con problemi di immunosoppressione e malattie sistemiche, quali ad esempio il diabete, e in letteratura medica sono riportati casi di infezioni disseminate a partenza da una paronichia in soggetti immunodepressi.

## Diagnosi
La diagnosi è di tipo clinico.

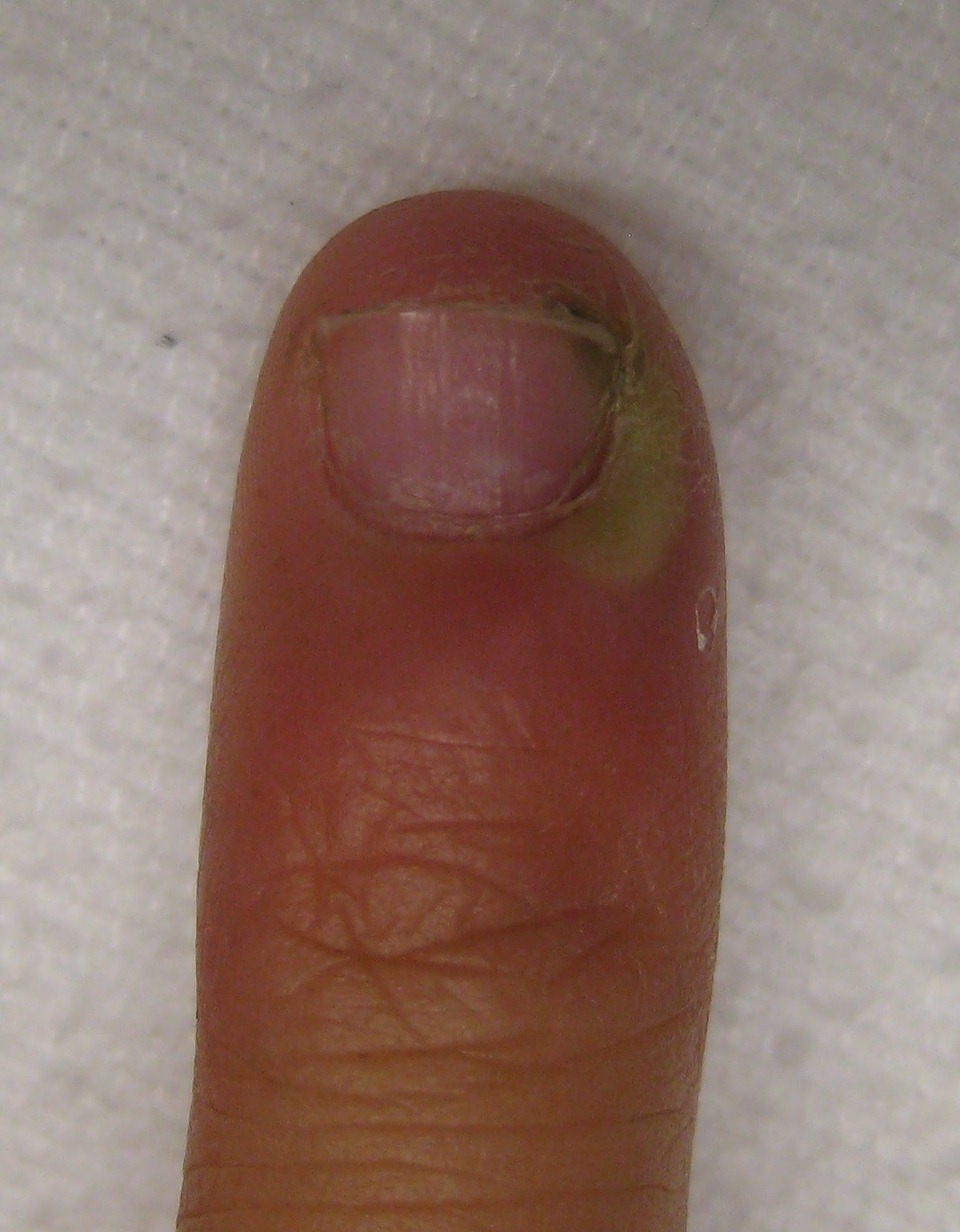
Paronichia secondaria alla penetrazione di un corpo estraneo (scheggia).

Non è necessario ricorrere ad alcun esame di laboratorio e neppure alla diagnostica per immagini, salvo che non esistano altre motivazioni, come ad esempio una infezione cronica o non rispondente al trattamento, oppure il disturbo sia stato secondario ad un trauma. In questi casi è possibile ricorrere ad una radiografia, ad esempio per la ricerca di un eventuale corpo estraneo radiopaco.

La diagnosi causale (ove se ne ravveda la necessità) può essere effettuata tramite la colorazione di Gram e la coltura del materiale prelevato tramite una incisione od agoaspirato.

## Trattamento
Il trattamento prevede l'esecuzione di bagni con acqua calda e sapone, bendaggi caldi e la successiva somministrazione di antibiotici per via orale.

### Trattamento chirurgico
Nel caso della formazione di un ascesso periungueale è necessario provvedere alla sua evacuazione. Il drenaggio avviene tramite un'incisione da eseguirsi con un bisturi. Per alleviare il dolore del paziente ed aumentarne la compliance durante la manovra è opportuno praticare un'anestesia locale o tronculare.
Terminata l'incisione ed il drenaggio è indicato un ciclo di antibioticoterapia di 10-15 giorni ricorrendo alla penicillina sintetica. Talvolta può essere sufficiente provvedere ad una adeguata evacuazione del materiale purulento sollevando la piega ungueale con la punta di un grosso ago (calibro 21G o 19 G)

In medicina d'urgenza è prassi comune ed accettata che ogni infezione paronichiale con la presenza di un'area di apparente raccolta purulenta debba essere incisa ed evacuata. Questo tipo di atteggiamento terapeutico tuttavia risulta doloroso per il paziente e richiede che il medico dedichi un considerevole periodo di tempo all'operazione. Secondo alcuni autori allo stato attuale delle conoscenze non vi sono prove che il trattamento chirurgico conferisca alcun vantaggio rispetto ad un trattamento con antibiotici per via orale.

### Trattamento medico
Il farmaco di elezione è la penicillina sintetica. È possibile ricorrere anche ad amoxicillina-clavulanico, 1g ogni 12 ore, oppure alla somministrazione di cefalexina, 250 mg o di clindamicina 300 mg per os ogni 6 ore. Nei soggetti allergici alla penicillina e derivati è possibile ricorrere all'eritromicina.